# Waldemar von Knoeringen
Waldemar Karl Ludwig Freiherr von Knoeringen (né le 6 octobre 1906 à Rechetsberg, mort le 2 juillet 1971 à Bernried am Starnberger See) est un homme politique allemand, résistant au nazisme.

## Famille
Waldemar von Knoeringen est issu de la famille noble souabe von Knoeringen. Les von Knoeringen comprennent plusieurs évêques et abbés dans l'histoire de l'Église catholique romaine en Bavière.

## Biographie
Après la lecture de Ferdinand Lassalle, von Knoeringen, qui travaille comme employé administratif, rejoint en 1926 le SPD et assume des postes de direction dans la Jeunesse ouvrière socialiste (SAJ) à Munich. À cette époque, les personnes aristocratiques sont rarement des sociaux-démocrates, il reçoit le surnom de "Baron rouge". En 1927, Knoeringen ouvrit une bibliothèque ouvrière à Rosenheim, qui en 1932 contenait environ 2 000 volumes. En 1933, Knoeringen est même prêt à prendre les armes contre le nazisme ; pendant la République de Weimar, il appartenait à la Reichsbanner Schwarz-Rot-Gold. Il s'enfuit en Autriche, certain qu'une telle résistance est sans espoir. En le recherchant, la Gestapo arrête sa compagne Juliane et menace de ne pas la libérer jusqu'à ce que von Knoeringen se présente. Elle entame une grève de la faim, est libérée et s'enfuit aussi au Tyrol. À partir de 1933, von Knoeringen est membre du groupe de résistance Neu Beginnen. Knoeringen vit de conférences, qu'il tient surtout avant le SPÖ.
Knoeringen doit fuir l'Autriche après le putsch de juillet 1934. Il s'enfuit en Tchécoslovaquie, où il dirige un secrétariat frontalier de la Sopade à Nýrsko puis pour le groupe Neu Beginnen de Prague, coordonnant le travail de résistance d'un réseau de 13 bases et groupes en Bavière et en Autriche. Il y rencontre Léon Blum, qui lui distribue des visas d'entrée ainsi qu'aux autres sociaux-démocrates présents en France, où il séjourne à partir de 1938. Il tient un atelier photo.
Lorsque la Seconde Guerre mondiale éclate, von Knoeringen est en Angleterre. De 1940 à 1943, il travaille pour le programme en langue allemande de la BBC ainsi que pour Sender der europäischen Revolution. Il quitte la BBC quand il n'est plus autorisé à travailler sous sa propre responsabilité et que la BBC a besoin d'accéder aux scripts de diffusion avant la diffusion. Par ailleurs, il enseigne à l'école des prisonniers de guerre allemands de Wilton Park et directeur des émissions du camp de prisonniers d'Ascot. Plus tard, il devient directeur des émissions pour les prisonniers de la BBC.
Fin 1945, Knoeringen rentre en Allemagne comme major dans l'armée britannique et est parfois violemment attaqué à cause de son émigration et de son "travail pour l'ennemi". De mai 1947 à 1963, Knoeringen est président du SPD en Bavière et de 1958 à 1962 l'un des vice-présidents nationaux du SPD. De 1946 à 1970, il est membre du Landtag de Bavière (jusqu'en 1958 chef de groupe parlementaire) ; de 1949 au 3 avril 1951, il est également membre du Bundestag. En octobre 1948, il fait partie d'un groupe d'hommes politiques observateurs des élections présidentielles aux États-Unis.
À partir de 1948, avec Wilhelm Hoegner, il fonde l'école Georg von Vollmar, dont il sera président jusqu'à sa mort en 1971. Son objectif est de permettre aux gens de soutenir activement la social-démocratie par l'éducation et la formation politiques, afin de contrer l'idéologie nazie qui prévalait encore chez de nombreuses personnes. Von Knoeringen organise à plusieurs reprises des groupes de discussion pour les scientifiques, dont certains ont une grande distance des idées sociales-démocrates. Il est alors non dogmatique et s'efforce d'ouvrir de nouvelles idées sociales et politiques et de nouveaux groupes de la population pour le SPD. D'autre part, il critique la position fortement fédéraliste de Hoegner et exige en 1949 la fin de la « social-démocratie bleue et blanche ».
En 1954, lors de négociations de coalition avec le Parti bavarois, le FDP bavarois et le Bloc des réfugiés, von Knoeringen réussit à former la "coalition quadripartite" avec Hoegner comme ministre-président et donc à remplacer la CSU comme parti au pouvoir en Bavière.
Dans son discours d'ouverture à la conférence du parti fédéral en 1959, Knoeringen, considéré comme doué pour la rhétorique, défend le programme de Bad Godesberg qui sera adopté. Il joue un rôle de premier plan dans son développement. Au début des années 1950, par son insistance sur la nécessité de fondements théoriques ou sa suggestion d'une mobilisation populaire dans la campagne électorale, il anticipe de nombreuses idées qui prévaudront au SPD des années plus tard[réf. souhaitée]. Il fait partie du cabinet fantôme de Willy Brandt en cas de victoire aux [[élections fédérales ouest-allemandes de 1965|élections fédérales ouest-allemandes de 1965[réf. souhaitée]]].